# Vlag van San Luis Potosí

Vlag van San Luis Potosí (ratio 4:7)

De niet-officiële vlag van San Luis Potosí toont het wapen van San Luis Potosí centraal op een witte achtergrond, waarbij de hoogte-breedteverhouding van de vlag net als die van de Mexicaanse vlag 4:7 is.
Net als de meeste andere staten van Mexico heeft San Luis Potosí geen officiële vlag, maar wordt de hier rechts afgebeelde vlag op niet-officiële wijze gebruikt.